# Paralimnophila conspersa
Paralimnophila conspersa är en tvåvingeart som först beskrevs av Günther Enderlein 1912.  Paralimnophila conspersa ingår i släktet Paralimnophila och familjen småharkrankar. Inga underarter finns listade i Catalogue of Life.